# Китайская Республика на зимних Олимпийских играх 1976
Китайская Республика, в реальности представляющая лишь остров Тайвань, принимала участие в зимних Олимпийских играх 1976 года, но не завоевала ни одной медали. В знак протеста против узурпации Тайванем названия «Китай» Китайская народная республика бойкотировала эти игры. Под давлением КНР МОК принял решение, что в дальнейшем Китайская Республика будет участвовать в Олимпиадах под названием «Китайский Тайбэй».
Тайваньская делегация включала всего 6 спортсменов (только мужчины, без женщин), они участвовали в соревнованиях по четырём видам спорта:
- Горнолыжный спорт: Чэнь Юньмин (слалом, гигантский слалом)
- Биатлон: Вэн Минъи (翁明義) и Шен Лицянь (沈立謙) заняли 50 и 51 места соответственно в гонке на 20 км
- Лыжная гонка (дистанция 15 км): Вэн Минъи занял 73 место, Лян Жэньгуй (梁仁貴) 76-е, Шен Лицянь 77-е.
- Санный спорт: в одноместных санях Се Вэйчэн (謝偉成) стал в итоге 34-м, Хуан Люцзун (黃柳宗) занял 38 место; среди двоек они показали результат лучше, заняв 21 место.